# 裸であいましょう
『裸であいましょう』（はだかであいましょう）は、かの香織の5枚目のオリジナルアルバム。1995年9月1日にソニー・ミュージックレコーズより発売。

## 収録曲
全作詞・作曲:かの香織
1. 裸であいましょう
編曲：白井良明
2. 午前2時のエンジェル
編曲：門倉聡
シングルカット曲。日本ユニシスCF曲。恋人に会うために深夜にびっくりするくらいの長距離を、タクシーで飛ばしたという、かのの友人の実話をもとにした作詞[2]。また、歌詞の「ヒカリの街」は、仙台市で行われているイベント「光のページェント」から着想を得ている[3]。
3. 夏よ風よ
編曲：門倉聡
先行マキシシングル収録曲。
4. REPLAY
編曲：吉田智
5. 合鍵
編曲：細海魚
6. ジャンヌダルク1993
編曲：松浦雅也
7. 魔法にかかれ
編曲：門倉聡
シングルカット曲。ワコールCF曲。
8. 僕だけの休暇
編曲：吉田智
9. HOPE
編曲：吉田智
10. アナタとイキル
編曲：細海魚

## セルフカバー
- アルバム『voyage』（1998年）
  - 「僕だけの休暇」「アナタとイキル」「裸であいましょう」「午前2時のエンジェル」
- アルバム『C』（2005年）
  - 「午前2時のエンジェル」「夏よ風よ」

## カバー
- 木村えり花
  - 裸であいましょう（アルバム『月光ローズ』(2007年)収録）
- SHOWTA
  - 午前2時のエンジェル（アルバム『EVE』(2008年)収録）